# Commissie Tegemoetkoming Geneesmiddelen
De Commissie Tegemoetkoming Geneesmiddelen (CTG) is een adviesorgaan dat de Belgische minister van Sociale Zaken en Volksgezondheid adviseert inzake de terugbetaling van farmaceutische specialiteiten. De Commissie is ingesteld bij de Dienst voor geneeskundige verzorging van het Rijksinstituut voor Ziekte- en Invaliditeitsverzekering.
De commissie vergelijkt voor haar advies de therapeutische waarde en de prijs van geneesmiddelen. Het is uiteindelijk de minister van Sociale Zaken en Volksgezondheid die beslist. Voor bepaalde geneesmiddelen wordt vanwege de hoge prijs de terugbetaling beperkt tot sommige doelgroepen. Toch wordt momenteel nog niet expliciet het concept quality-adjusted life year (QALY) gehanteerd. 
De 28 commissieleden worden door de minister benoemd voor een mandaat van zes jaar. De samenstelling is als volgt: 
- 7 leden, geneesheren, apothekers of gezondheidseconomen, met een academisch mandaat
- 8 leden, geneesheren, apothekers of gezondheidseconomen, voorgedragen door de verzekeringsinstellingen
- 3 apothekers, waarvan twee uit het apothekerskorps en één vertegenwoordiger van de ziekenhuisapothekers
- 4 geneesheren, vertegenwoordigers van het geneesherenkorps
- 2 vertegenwoordigers van de farmaceutische industrie
- 4 vertegenwoordigers van de overheid (ministerie van Sociale Zaken, Volksgezondheid, Economische Zaken, Dienst geneeskundige controle RIZIV).[3][4]